# Первенцев, Георгий Николаевич
Георгий Николаевич Первенцев (1897 — 1986) — советский военачальник, генерал-майор (1945). Начальник штаба 33-й армии в период Великой Отечественной войны.

## Биография
Родился 20 декабря 1897 года в Москве.
С 1918 года призван в ряды РККА служил в войсках на различных командно-штабных должностях. С 1918 по 1922 год был участником Гражданской войны. С 1930 по 1934 год обучался в  Военной академии РККА имени М. В. Фрунзе. С 1937 года служил на штабных должностей в Московском военном округе.
С июля по октябрь 1941 года — начальник штаба 21-й Московской дивизии народного ополчения (с 29 августа 1941 года — 173-й стрелковой дивизии), дивизия участвовала в Московской битве прикрывая одно из важных операционных направлений на дальних подступах к Москве.
С ноября 1941 по 1944 год — начальник оперативного отдела и заместитель начальника штаба 10-й армии в составе Западного фронта, в составе армии и фронта принимал участие в  битве за Москву, участвовал в формировании и поддержании  дятьковских партизан, С 1943 года армия вела оборонительные бои в районе города Кирова, а в августе-октябре 1943 года принимала участие в Смоленской операции.
С 12 августа по 4 сентября 1944 год — начальник штаба  33-й армии в составе Западного фронта. С 4 сентября 1944 по 9 июля 1945 год — начальник оперативного отдела и заместитель начальника штаба 33-й армии. С 14 января по 3 февраля 1945 года в составе армии и фронта участвовал в Варшавско-Познанской наступательной операции, с 16 апреля по 2 мая 1945 года в — Берлинской наступательной операции. 20 апреля 1945 года Постановлением СМ СССР Б. А. Фомину было присвоено звание генерал-майор. 
С июля по август 1945 года — начальник штаба Смоленского военного округа. С 1945 года на педагогической работе в Военной академии Генерального штаба Вооружённых Сил СССР. 
Скончался 14 мая 1986 года в Москве, похоронен на Ваганьковском кладбище.

## Награды
- Орден Ленина (21.02.1945);
- четыре ордена Красного Знамени (30.03.1943, 03.11.1944, 20.06.1949, 28.10.1967);
- Орден Суворова II степени (06.04.1945);
- Орден Кутузова II степени (28.09.1943);
- Юбилейная медаль «XX лет Рабоче-Крестьянской Красной Армии» (22.02.1938);
- Медаль «За оборону Москвы» (01.05.1944);
- Медаль «За взятие Берлина»;
- Медаль «За освобождение Варшавы»;
- Медаль «За победу над Германией в Великой Отечественной войне 1941—1945 гг.» (09.05.1945)[9][10][1];
- Почётный гражданин города Венёва (1971 — «за большие боевые заслуги при обороне и освобождении г. Венёва, активное участие в общественной работе по военно-патриотическому воспитанию трудящихся и подрастающего поколения и в честь 30-й годовщины разгрома немцев под Москвой, обороны Тулы и освобождения г. Венёва от немецко-фашистских захватчиков»)[11].